# Ligamento sacrospinoso
El ligamento sacrospinoso (ligamento sacrociático pequeño o anterior) es un ligamento triangular delgado situado en la pelvis humana. La base del ligamento está unida al borde exterior del sacro y el cóccix, y la punta del ligamento se une a la espina del isquion, una protuberancia ósea en la pelvis humana. Sus fibras se entremezclan con el ligamento sacrotuberoso. 

## Estructura
El ligamento sacrotuberos pasa por detrás del ligamento sacrospinoso. Cubre el músculo coxígeo, igualmente triangular, en toda su longitud y al cual está estrechamente conectado.

## Función
La presencia del ligamento en la escotadura ciática mayor crea una abertura (agujero), el foramen ciático mayor, y también convierte la escotadura ciática menor en el foramen ciático menor. El foramen ciático mayor se encuentra por encima del ligamento, y el foramen ciático menor se encuentra por debajo de él. 
Los vasos pudendos y el nervio pasan por detrás del ligamento sacrospinoso directamente medial e inferiormente a la espina isquiática. La arteria glútea inferior, desde una rama de la arteria ilíaca interna, pasa detrás del nervio ciático y el ligamento sacrospinoso y se queda descubierta en una pequeña abertura por encima de la parte superior del ligamento sacrospinoso. La rama coxígea de la arteria glútea inferior pasa por detrás de la porción media del ligamento sacrospinoso y perfora el ligamento sacrotuberoso en múltiples ubicaciones. El cuerpo principal de la arteria glútea inferior abandona la pelvis hacia el borde superior del ligamento sacrospinoso, para seguir la porción inferior del nervio ciático fuera del foramen ciático mayor.
La función principal del ligamento es evitar la rotación del ilion más allá del sacro. La laxitud de este ligamento y del ligamento sacrotuberoso permite que ocurra esta rotación. Las tensiones en estos ligamentos ocurren con mayor frecuencia al inclinarse hacia adelante o al levantarse de una silla.[cita requerida]

## Significación clínica
El prolapso vaginal o el prolapso uterino pueden ocurrir en mujeres cuando se debilitan otros ligamentos pélvicos y estructuras de soporte. Un tratamiento para esta situación es la fijación sacrospinosa. En esta cirugía, el ápice de la vagina se sutura al ligamento sacrospinoso, que puede ofrecer un soporte más resistente que los ligamentos pélvicos debilitados, lo que idealmente previene un prolapso adicional.

## Imágenes adicionales

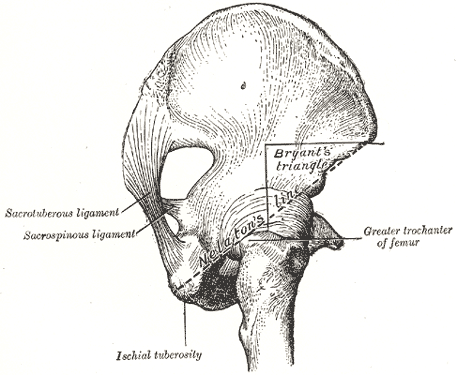
La línea de Nélaton y el triángulo de Bryant.
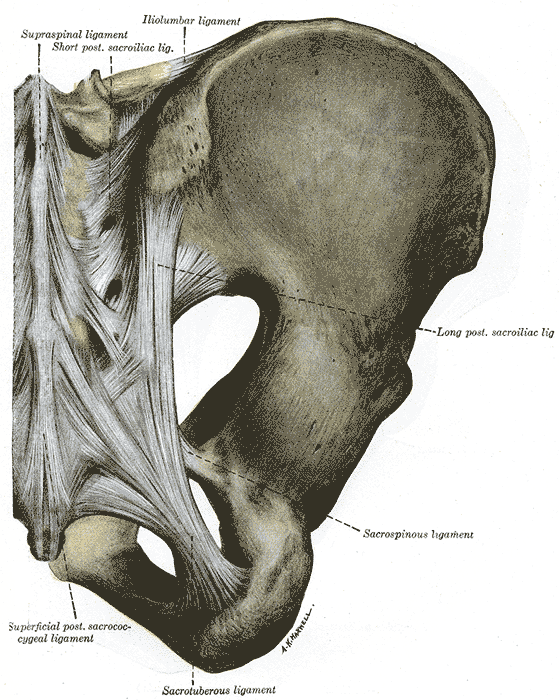
Articulaciones de la pelvis. Vista posterior